# Gołowinszczino (rejon lew-tołstowski)
Gołowinszczino (ros. Головинщино) – wieś (sieło) w Rosji, w obwodzie lipieckim, w rejonie lew-tołstowskim. W 2010 liczyła 498 mieszkańców.